# سيلفيان بوشارد
سيلفيان بوشارد هو متزلج سريع كندي، ولد في 12 أبريل 1970 في مدينة كيبك في كندا.

## وصلات خارجية
- سيلفيان بوشارد على موقع SpeedSkatingBase.eu (الإنجليزية)
- سيلفيان بوشارد على موقع SpeedSkatingNews.info (الإنجليزية)
- سيلفيان بوشارد على موقع SpeedSkatingStats.com (الإنجليزية)
- سيلفيان بوشارد على موقع أوليمبيديا (الإنجليزية)